# Michael Anderson Jr.

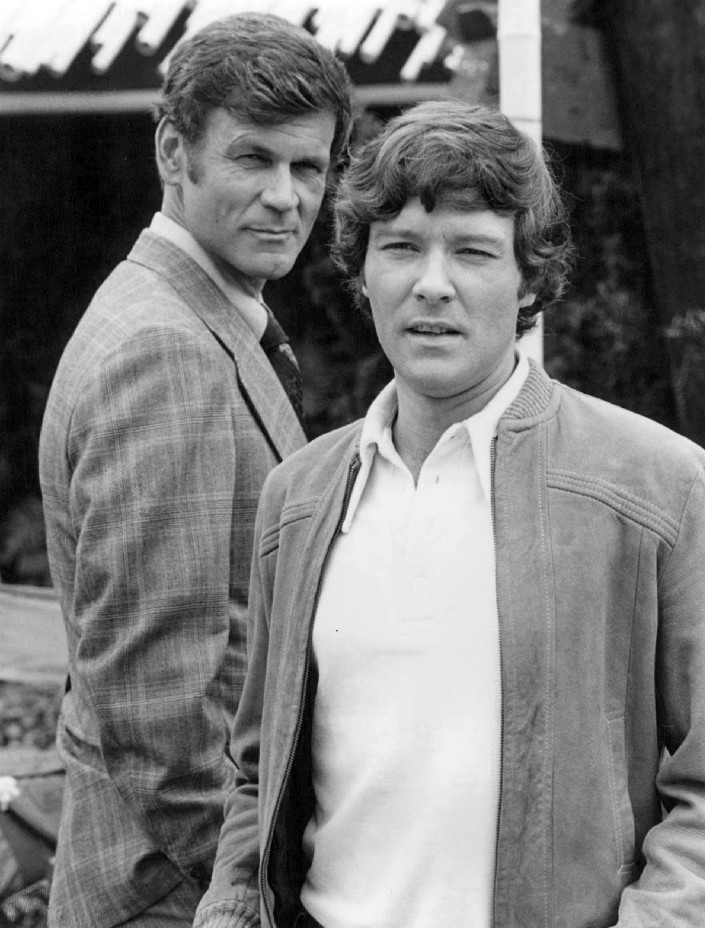
Don Murray e Michael Anderson Jr. em um episódio de Police Story (1975)

Michael Joseph Anderson Jr. (Hillingdon, 6 de agosto de 1943) é um ator inglês. 

## Biografia
Michael Anderson Jr. nasceu em Hillingdon, Middlesex, em uma família teatral. Seus avós e tataravó eram atores. Seu pai era diretor de cinema. Ele é enteado da atriz Adrienne Ellis e meio-irmão da atriz Laurie Holden e do ator Christopher Holden . Seu irmão é o produtor David Anderson. 
Anderson treinou na Arts Educational School no teatro e no balé . Ele apareceu em setenta e dois filmes entre 1956 e 1998, dos quais os mais conhecidos são The Moonraker (1958), The Sundowners (1960), In Search of the Castaways (1962), Major Dundee (1965), The Glory Guys (1965) ), The Sons of Katie Elder (1965) e Logan's Run (1976). 
Na temporada de 1966-1967, Anderson co-estrelou como Clayton Monroe com Barbara Hershey. 
Ele também atuou em episódios de Stoney Burke, da ABC, e Love, American Style, além de Hawaii Five-O, da CBS. No Havaí Five-O, ele interpretou Ray Stokely no episódio "The Sunday Torch" (1973). 

## Filmografia
- The Moonraker (1958) - Martin Strangeways
- Tiger Bay (1959) - Youth (uncredited)
- The Sundowners (1960) - Sean Carmody
- Play It Cool (1962) - Alvin
- Reach for Glory (1962) - Lewis Craig
- In Search of the Castaways (1962) - John Glenarvan
- Dear Heart (1964) - Patrick
- The Greatest Story Ever Told (1965) - James the Younger
- Major Dundee (1965) - Tim Ryan
- The Sons of Katie Elder (1965) - Bud Elder
- The Glory Guys (1965) - Pvt. Martin Hale
- WUSA (1970) - Marvin
- The House That Would Not Die (1970) - Stan Whitman
- The Last Movie (1971) - Mayor's Son
- In Search of America (TV Movie - 1971) - J.J.
- The Family Rico (TV Movie - 1972) - Georgie
- The Daughters of Joshua Cabe (TV Movie - 1972) - Cole Wetherall
- Coffee, Tea or Me? (TV Movie 1973) - Tommy Byrnes
- Evel Knievel (TV Movie - 1974) - Darrell Pettet
- Shootout in a One-Dog Town (1974) - Billy Boy
- Logan's Run (1976) - Doc
- Fantasy Island - TV serial, ep. "The Over-the-Hill Caper/Poof!You're a Movie Star" (1978)
- Nightkill (1980) - Lt. Donner
- The Martian Chronicles (TV Miniseries - 1980) - David Lustig
- The Million Dollar Face (TV Movie 1981)
- CHiPs (TV Series - 1981, Season 5 Episode 25) - Lucas
- Sunset Grill (1983) - Lt. Jeff Carruthers
- Making of a Male Model (1983) - Sven
- Love Leads the Way: A True Story (TV Movie - 1984) - Hank
- Rescuers: Stories of Courage: Two Families (TV Movie - 1988) - Lieutenant Von Meyer
- Sunset Grill (1993) - Lt. Jeff Carruthers
- Dieppe (TV Movie - 1993) - David Lean
- Rent-a-Kid (1995) - Mr. Nicely
- Terminal Rush (1996) - Harrison Dekker
- Undue Influence (TV Movie - 1996) - Funeral Priest
- Elvis Meets Nixon (TV Movie - 1997) - Secret Service Agent #2
- Rescuers: Stories of Courage: Two Families (TV movie - 1998) - Lieutenant Von Meyer